# Oediopalpa variolata
Oediopalpa variolata es una especie de insecto coleóptero de la familia Chrysomelidae.
Fue descrita científicamente en 1960 por Uhmann.